# Slaviska förnamn

Slaviska språk

Slaviska förnamn härstammar från de slaviska språken och är mest populära i slavisktalande länder såsom Bosnien-Hercegovina, Bulgarien, Kroatien, Makedonien, Montenegro, Polen, Ryssland, Serbien, Slovakien, Slovenien, Tjeckien, Belarus och Ukraina.

## Ursprung och betydelse
Slaviska namn har ofta ett förkristet eller medeltida ursprung. De är ofta abstrakta och beskriver någons karaktär, uttrycker en önskan om prosperitet eller respekt för familjemedlemmar. I motsats till förnamn från andra kulturer refererar de inte direkt till specifika gudar eller vapen vilket kan ha sin grund i att gudanamn och vapen var tabu i den samslaviska kulturen. Det finns dock undantag, till exempel det polska förnamnet Mieczysław (från polskans "miecz" - svärd), och en grupp av slaviska förnamn där ordet "Bog" eller "Boh" (Gud) ingår. Ett exempel på ett sådant namn är Bogdan som kommer från orden "Gud" och "rik".

## Exempel på slaviska förnamn
Feminina motsvarigheter slutar vanligtvis i vokalen-a (till exempel Bogusław - Bogusława)
| Prefix eller suffix      | Betydelse                     | Exempel                                                                 |
| ------------------------ | ----------------------------- | ----------------------------------------------------------------------- |
| bog, boh, boż            | Gud, rik, öde                 | Bogna, Bogdan, Bohumil, Bogusław, Bożena                                |
| bor                      | kamp, krigare, den som kämpar | Borisław, Velibor, Ratibor, Sambor                                      |
| bron, bran               | försvare, försvara, skydda    | Bronisław, Branimir, Barnim                                             |
| ciech, tech, tješ        | lycka, lycklig                | Wojciech, Sieciech, Božetech, Tješimir                                  |
| cze, cti, ča, če         | ära                           | Czesław, Ctibor                                                         |
| dan, dar                 | gåva, får                     | Božidar, Damir, Slobodan                                                |
| dobro                    | bra, godhet                   | Dobrogost, Dobroslav, Dobrawa, Dobromil                                 |
| dom                      | hem                           | Domasław, Domoľub, Domamir                                              |
| drag, droh, droh         | dyrbar, älskad                | Predrag, Dragutin, Dragan, Dragoslav, Drogomysł                         |
| gnev, hnev, gniew        | ilska, arg                    | Zbigniew, Gniewomir, Spytihněv                                          |
| gost                     | gäst                          | Radogost, Dobrogost, Gostomysl                                          |
| jar                      | stark, svår                   | Jaromir, Jaroslav, Jaropolk, Jarmila                                    |
| lub, ljub, l'ub          | älskad, kärlek                | Ljubomir, Luboš, Ljubow, Slavoljub                                      |
| lud, ljud                | människor                     | Ludmila, Ludomir, Ludziwoj, Ludwig, Ludovik                             |
| mil, mił                 | kär, älskad                   | Milena, Miloš, Ludmila, Jarmila                                         |
| mir, měr, mierz          | fred, värld, prestige         | Vladimir, Jaromir, Sławomir, Ljubomir, Kazimierz, Miroslav              |
| mysl, mysł               | tro                           | Premysl, Gostomysl, Przemysław                                          |
| polk, pluk, pełk         | regemente                     | Svätopluk, Jaropolk, Jaropełk                                           |
| rad                      | glad, glädje                  | Radomir, Radosław, Radmila, Milorad                                     |
| slav, sław               | ära, slavisk                  | Stanislaw, Radoslav, Bronisław, Władysław, Bolesław, Tomislav, Zdzisław |
| svjat, svet, svät        | stark, helig, ljus            | Svyatoslaw, Svätopluk, Swetlana                                         |
| vjače, wence, vac, więce | mer, grand                    | Václav, Vjatjeslav, Wiesław                                             |
| vlad, volod, wład        | härskare, den som härskar     | Vladimir, Władysław, Vsevolod, Rogwolod                                 |
| voj, woj                 | kämpare, krigare, krig        | Wojciech, Vojislav, Sędziwoj, Milivoje                                  |